# Крижевци
Кри́жевци (хорв. Križevci) — город в Хорватии, в северной части страны. Второй по величине город жупании Копривничко-Крижевачка. Население — 11 541 человек (2001), около 12 000 человек по данным 2006 года.

## Общие сведения
Крижевци расположены на северо-восток от Загреба (расстояние до столицы — 60 километров). В 20 километрах к югу расположен город Врбовец, в 30 километрах к северо-востоку — Копривница, в 30 километрах к юго-востоку — Бьеловар, в 50 километрах к северо-западу Вараждин.
Крижевци расположены на железнодорожной магистрали Загреб — Будапешт. От этой магистрали в городе ответвляется тупиковая дорога Крижевцы — Бьеловар. Автомобильные дороги ведут из города в Загреб, Вараждин, Копривницу, Бьеловар и Врбовец.
Основу экономики города составляют пищевая и металлообрабатывающая промышленность.

## История и достопримечательности
Поселение Верхний Крижевец впервые упомянуто в 1193 году. В 1253 году Верхний Крижевец получил статус города. C середины XIII века здесь проходили Хорватские саборы — съезды хорватской знати. В 1395 году в Верхнем Крижевце состоялся Кровавый Сабор, на котором сторонники короля Сигизмунда убили сторонника хорватско-венгерского альянса Степана Лаковича.
Расположенный рядом Нижний Крижевец развивался чуть медленнее и получил статус города в 1405 году. До XVIII века Верхний и Нижний Крижевец развивались независимо, как два разных города. В 1752 году императрица Мария Терезия своим указом объединила города в единый город Крижевци.
Самой старой церковью города является церковь святого Креста XI века, в XVII веке построена церковь святой Анны.
Крижевци — резиденция хорватского грекокатолического епископа с 1789 года. Кафедральный собор св. Троицы построен в 1817 году. Крижевицкая епархия объединяет приходы грекокатоликов на территории Хорватии и в диаспоре; среди грекокатоликов Хорватии, кроме хорватов и сербов, много русинов и украинцев.

## Известные уроженцы и жители
- Детони, Марьян (1905—1981) — художник-график.
- Марко Крижевчанин (1588—1619) — святой Римско-Католической Церкви.
- Марсель Кипач (1894—1915) — изобретатель. Ему посвящён один из отделов городского музея.

## Галерея

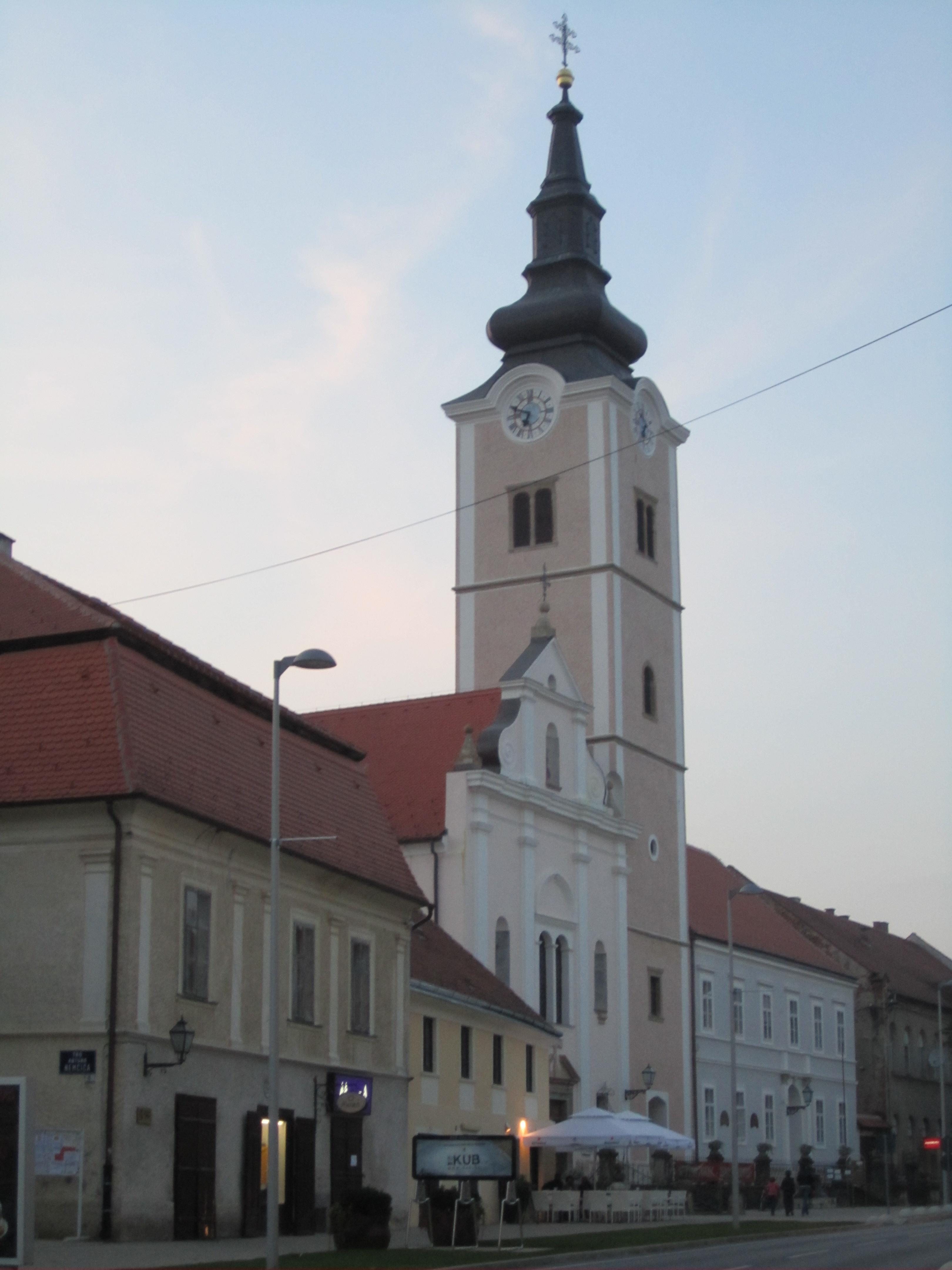
Церковь Святой Анны
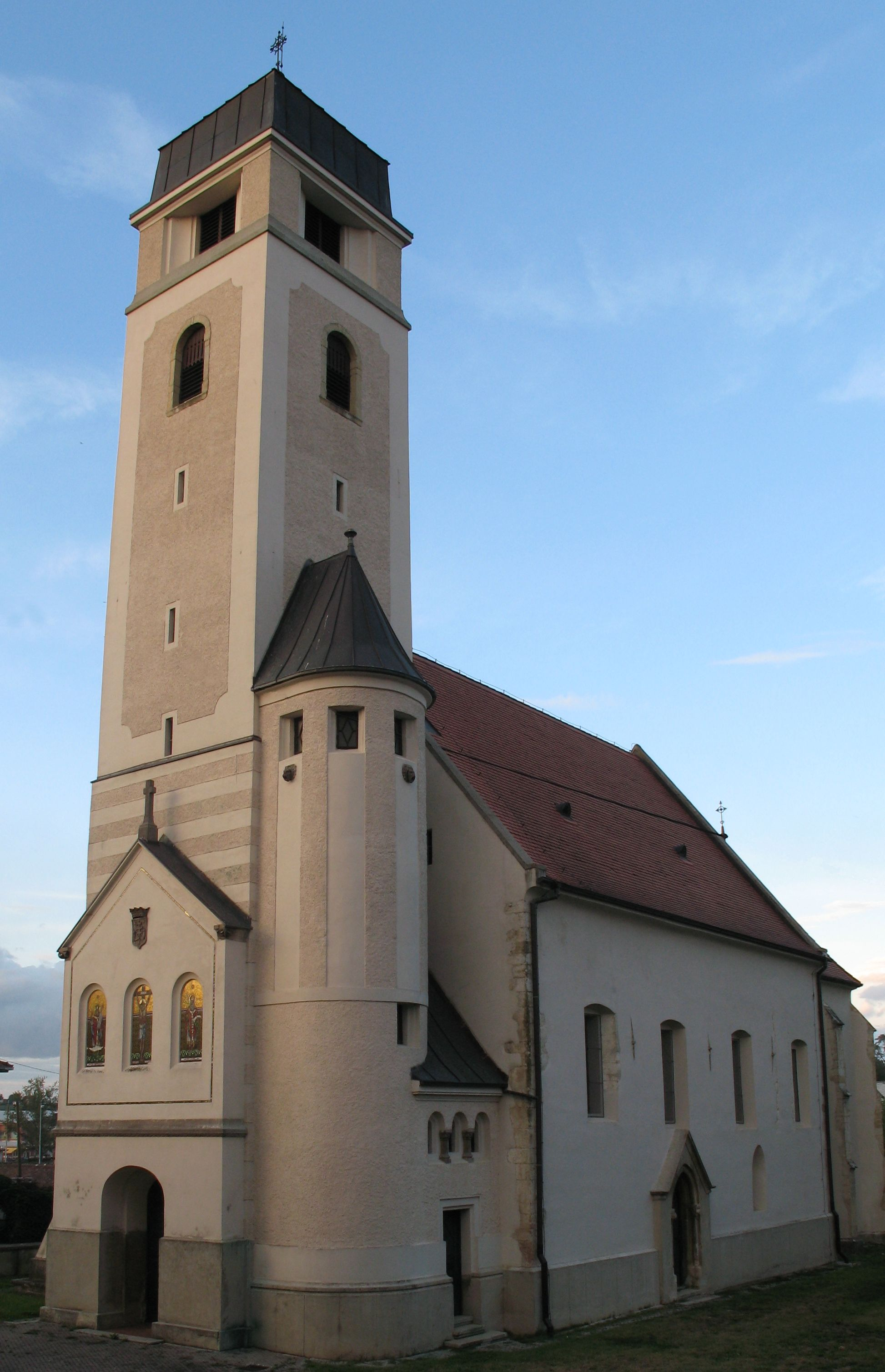
Церковь Святого Креста